# Thyasira tortuosa
Thyasira tortuosa is een tweekleppigensoort uit de familie van de Thyasiridae. De wetenschappelijke naam van de soort is voor het eerst geldig gepubliceerd in 1881 door Jeffreys.